# Netelia tarsata
Netelia tarsata är en stekelart som först beskrevs av Carl Gustav Alexander Brischke 1880.  Netelia tarsata ingår i släktet Netelia och familjen brokparasitsteklar. Inga underarter finns listade i Catalogue of Life.